# Anemoi
För andra betydelser, se Euros eller M/S Notos.

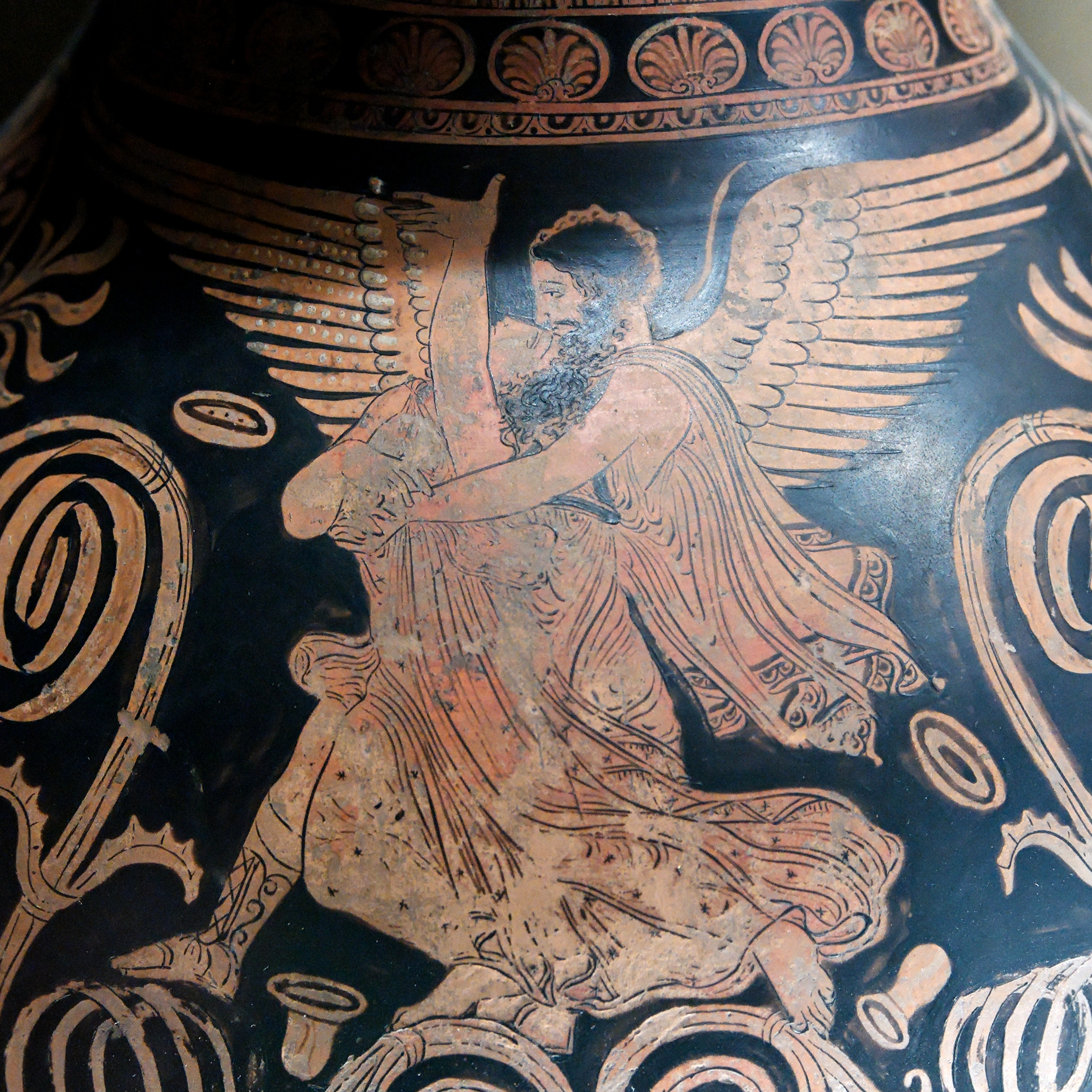
Boreas rövar bort Oreithyia. Detalj från en apulisk rödfigurig oinoche, 360 f.Kr.

Anemoi var vindgudar i grekisk mytologi. De var söner till Astraios och Eos.
- Boreas, nordanvinden, bodde i Trakien. Han kidnappade på gudars vis sin kvinna Oreithyia och fick med henne sönerna Kalais och Zetes (de så kallade Boreaderna), samt döttrarna Kleopatra och Chione. På antika vaser avbildas Boreas som en bevingad man, vanligen med vilt flygande hår och skägg.[1]
- Zefyros, äldre svensk form Sefyr[2], västanvinden, rövade på samma sätt bort en ungmö med namnet Chloris och fick med henne sönerna Ampyx, Carpus och Mopsus. Romarrikets motsvarighet är Favonius.
- Notos (rom. Auster), sunnanvinden.
- Euros, östanvinden.